# Бронепоезд «Литер А»
Бронепоезд «Литер А» — первый бронепоезд народного ополчения, построенный в Киеве и принимавший участие в обороне города в ходе Великой Отечественной войны.

## Строительство, формирование экипажа
23 июня 1941 года рабочие Киевского паровозо-вагоноремонтного завода им. Январского восстания (КПВРЗ) на митинге приняли решение о строительстве бронепоезда. Разрешение на постройку было дано 4 июля Лазарем Кагановичем, тогда главой наркомата путей сообщения. После этого начались работы по строительству и оборудованию.
Экипаж набирали из добровольцев-железнодорожников, многие из них были мобилизованы по линии НКПС, то есть де-юре оставались гражданскими лицами. Соответственно, потери среди таких бойцов не отображались в армейских документах о безвозвратных потерях. К таким относится Василевский Л. В., бывший на должности заместителя командира бронепоезда и погибший в 1942 году. В целом на первом этапе в обслугу бронепоезда вошло 68 человек, позднее эта цифра несколько возросла.
Есть версия, что работы были завершены 7 июля, и в тот же день бронепоезд вышел в первый пробный рейс. 8 июля бронепоезд вошёл в строй и получил приказ оказать поддержку частям 5-й армии, оборонявшим Коростеньский и Новоград-Волынский УРы. Другие исследователи указывают, что данные о вводе бронепоезда в бой противоречивы и разнятся в промежутке 7 — 13 июля 1941 года. Вероятнее всего, «Литер А» начал боевую работу после 9 июля. Так как по воспоминаниям его командира Тихохода А. С. пробный рейс был совершён 8 июля.

## Служба
В первый бой вступил на рассвете 11 июля в окрестностях станции Яблонец, двигаясь вдоль ж/д ветки на Новоград-Волынский и артиллерийско-пулемётным огнём останавливая наступающего противника. Вечером того же дня поддерживал действия стрелкового полка и батальона ополчения, отбивших атаки противника, пытавшегося перерезать линию ж/д у станции Ворзель.
15 июля принимал участие в отражении немецкого наступления в районе станции Стремигород, где артиллерийским огнём уничтожил два орудия противника. Затем он подвергся авиабомбёжке, в ходе которой была разбита одна контрольная платформа, а другая — повреждена. Вышло из строя два пулемёта, среди экипажа имелись убитые и раненые. Тем не менее «Литер А» сбил один самолёт, а к концу боя оттеснил противника, захватив 4 орудия и 12 пленных.
19 июля был переброшен в район Коростень-Житомир-Белокоровичи. 21 июля присоединился к другому киевскому бронепоезду «Литер Б» на ж/д Киев — Фастов.
23 июля оба бронепоезда поддерживали атаку 73-го погранотряда у станции Клавдиево. На следующий день пограничники и десантная группа с бронепоездов перешли в атаку при артиллерийской поддержке «Литер А» и «Литер Б». Врага удалось отогнать, были захвачены штабные документы. В ночь с 3 на 4 августа вместе с бронепоездом «Литер Б» совершил удачный налёт на станцию Боярка.
Во время первого генерального штурма Киевского укрепрайона, который начали войска 29-го армейского корпуса вермахта утром 4 августа 1941 года, бронепоезд переходит на участок Жуляны — Тарасовка. На станции Жуляны, захваченной противником, оставалось несколько вагонов с военным имуществом, и бронепоезду в ночное время удалось восстановить путь, удачно обстрелять позиции немцев и эвакуировать ценное имущество.
Вскоре бронепоезд удачно осуществил ещё одну операцию по спасению вагонов с моторами, котлами, военными кухнями на станции Пост-Волынский, к которой в те дни почти вплотную подошли ударные части 299-й пехотной дивизии немцев. Также и 71-я пехотная дивизия, наступавшая справа от 299-й пд, попадала под огневые налёты бронепоезда и принуждалась останавливать свои атаки. Но ситуация у южных окраин Киева оставалась напряжённая, и бронепоезд действует до 15 августа совместно с другими бронепоездами у Пирогово — Мышеловка — Лысая гора в целях поддержки пехоты 147-й и 284-й стрелковых дивизий, 2-й воздушно-десантной бригады.
С 16 августа «Литер А» выполняет боевые задания на ж/д линии Киев — Коростень, взаимедействуя с 27-м стрелковым корпусом, а также с 20-м погранотрядом, который в те дни оборонял рубежи Киевского укрепрайона у ж/д моста через реку Ирпень. Тогда же бронепоезд сделал четыре ходки за линию фронта и перевёз в ближный тыл противника в общей сложности около 650 партизан для диверсионных действий. 22 августа бронепоезд помог 144 гсп 28-я горнострелковой дивизии отбить атаку противника у станции Ворзель. Вечером 23 августа немцы захватили плацдарм на левом берегу Днепра напротив местачка Горностайполь. Поэтому киевские бронепоезда получают задание действовать на ветке Киев — Кобыжча и не давать противнику расширять захваченный участок. После боевого повреждения «Литер Б» на данном участке действуют лишь бронепоезда «Литер А» и «Литер В».
К 14 сентября 1941 года танковые клинья немцев образовали киевский котёл. Более того, пехотные части противника рассекали район окружения на отдельные очаги. В этой ситуации бронепоезд «Литер А» получил задачу поддержать стрелковые подразделения, в глубоком тылу 37-й армии оборонявшие ж/д станцию Яготин от прорвавшихся передовых отрядов врага. В ходе боя с немецкими самоходками был взорван ж/д мост через реку Супой, а «Литер А» отошёл на Киев. В паре с ним действовал и третий бронепоезд киевских железнодорожников-ополченцев «Литер В».
Во время второго штурма КиУР, начавшегося 16 сентября 1941 года, войска 37-й армии по приказу командования начинают отход из Киева днём 18 сентября. Бронепоезда, оставшиеся в Киеве, включая и бронепоезд «Литер А», проследовав 20 сентября через Борисполь, пошли на прорыв на восток вместе с основными силами 37-й армии. Ожесточённые бои шли за Барышевку, мост через реку Трубеж, Березань. 22 сентября повреждённые бронепоезда «Литер А» и «Литер Б» были захвачены противником восточнее ж/д станции Березань на 84-м километре ж/д от Киева.
Экипаж, собрав личное оружие, организованно отошёл на юго-запад в болота в пойме реки Трубеж. Там в болотах, по воспоминаниям начальника штаба бронепоезда «Литер А» Арефьева К. А., группа соединилась со сводным отрядом под руководством командующего 37-й армии Власова А. А. Под командой Власова киевские железнодорожники двинулись 2 октября на прорыв на восток.

## Устройство бронепоезда
В составе бронепоезда были бронированный (частично) паровоз серии Ов, три бронеплощадки, построенных на основе 50-тонных четырёхосных угольных полувагонов. Защита наиболее важных узлов осуществлялась бронелистами толщиной 22 мм и 26 мм, а остальных частей — 16-мм броней. Вооружение: три 76-мм артиллерийских орудия Лендера образца 1914/15 годов и двадцать четыре пулемёта (7,62-мм пулемёты Максима и 7,62-мм пулемёты ДТ.). Однако количество пулемётов с учётом численности экипажа, вероятно, завышено. В состав входили также контрольные платформы, вооружённые, по неподтверждённым данным, миномётами.
Бронепоезду были приданы взвод сапёров, отделение связи, взвод дорожников-путейцев, санитарное отделение, группа разведки.

## Командный и личный состав
- Командир: заместитель начальника политотдела Юго-Западной железной дороги Тихоход, Анатолий Сафронович
- Заместитель командира: начальник пассажирского отдела Юго-Западной железной дороги Василевский, Леонид Владиславович
- Начальник штаба: заместитель начальника Киевского ж/д вокзала Арефьев, Константин Артемьевич
- Комсорг, а затем комиссар бронепоезда: Медынский, Василий Арсеньевич
- Командиры бронеплощадок:
  - Богданов, Николай Павлович (2-я бронеплощадка)
  - Лункевич, Виктор Антонович (1-я бронеплощадка)
  - Пономаренко, Семён Никитович (3-я бронеплощадка)
- Командир взвода сапёров: Бабич, Константин Иванович
- Командир взвода путейцев: Кривицкий, Александр Лаврентьевич
- Командир отделения разведки: Кожин Михаил
- Машинисты:
  - Крамар, Иван Данилович
  - Кияница, Иван Григорьевич

Всё по